# Alexandru Odobescu
Alexandru Odobescu (ur. 23 czerwca 1834 r. w Bukareszcie, zm. 10 listopada 1895 r. w Bukareszcie) – rumuński pisarz, archeolog i polityk, od 1870 członek Akademii Rumuńskiej.
Był synem generała wołoskiej armii Ioana Odobescu. Uczęszczał do Kolegium św. Sawy w Bukareszcie. W 1853 ukończył studia literackie i archeologiczne na Collège de France, które przez kolejne dwa lata kontynuował na Sorbonie. Redagował pismo studentów rumuńskich „Junimea română”. Tłumaczył w tym okresie na rumuński dzieła Homera, Horacego i Wirgiliusza.
Po powrocie do ojczyzny pracował kolejno jako naczelnik urzędu pocztowego, prokurator w sądzie apelacyjnym i urzędnik Ministerstwa Wyznań. W 1858 ożenił się z córką byłego zarządcy Mołdawii i Wołoszczyzny, rosyjskiego generała hrabiego Pawła Kisielowa Alexandrą (Sașą) Prejbeanu, z którą miał córkę Ioanę. W latach 1861-62 publikował pismo „Revista română pentru științe, litere și arte” (tłum. Rumuński Magazyn Nauki, Literatury i Sztuki), w którym ukazywały się prace m.in. Nicolae Bălcescu i Alecu Russo. 
W 1863 został ministrem wyznań i oświecenia publicznego. Przejściowo kierował także rumuńskim ministerstwem spraw zagranicznych. W 1867 organizował rumuński pawilon na wystawie światowej w Paryżu. W 1869 wziął udział w międzynarodowym kongresie antropologii i archeologii historycznej w Kopenhadze. W 1873 został członkiem korespondentem Instytutu Archeologicznego w Rzymie, rok później - dyrektorem Teatru Narodowego w Bukareszcie, a w 1879 - sekretarzem generalnym Akademii Rumuńskiej. W latach 1880-1881 pracował jako sekretarz poselstwa w Paryżu. W 1892 został mianowany dyrektorem Narodowego Instytutu Edukacji, zajmującego się m.in. publikacją podręczników szkolnych. W ostatnich latach życia borykał się z problemami zdrowotnymi i materialnymi. Związawszy się z nauczycielką geografii Hortensią Racoviță, popełnił samobójstwo przez przedawkowanie morfiny po odrzuceniu przez nią oświadczyn.
Był autorem autor nowel historycznych, m.in. Minheă Voda cel Rău (1857), Doamna Chiajna (1860) zbiorów baśni ludowych, m.in. Jupân Rănică Vulpoiul (1875), Tigrul păcălit, esejów, np. Pseudokynegeticos (1874), wierszy patriotycznych, z których najbardziej znana była Oda României (opublikowana w 1855 w piśmie România literară Vasile Alecsandriego)oraz dzieł historycznych i archeologicznych, np. Istoria arheologiei (1877), Le trésor de Pétrossa (tomy 1–3, wyd. 1889–1900). Głównym przedmiotem jego badań naukowych był odnaleziony w 1837 skarb z Pietroasa lub Petrossy – zbiór złotych przedmiotów (naszyjników, naczyń, fibul itd. zdobionych kamieniami półszlachetnymi i szklanymi wstawkami, prawdopodobnie gockiego pochodzenia.